# Charles Churchill (1720-1812)
Charles Churchill (vers 1720–1812)  est un député britannique.

## Biographie
Il est le fils unique du Lieutenant général Charles Churchill par l'actrice Anne Oldfield. Son grand-père, également Charles Churchill, est un officier de l'armée britannique et frère du 1er duc de Marlborough.
Aux élections générales de 1741, il est élu à la Chambre des communes comme député pour l'arrondissement de Stockbridge dans le Hampshire et occupe le siège jusqu'aux élections de 1747. Aux élections de 1747, il est réélu comme député du port de Milborne, mais le résultat est contesté et il ne siège finalement pas . Aux élections générales de 1754, il est élu député de Great Marlow dans le Buckinghamshire et occupe ce siège jusqu'aux prochaines élections, en 1761,.
Il épouse Maria Walpole, fille de Robert Walpole. Leur fille Mary est la deuxième épouse de Charles Cadogan (1er comte Cadogan).